# James Syme
James Syme (Edimburgo, 1799 – Millbanks, 1870) è stato un chirurgo scozzese.
Fu il primo ad operare (1823) l'amputazione della gamba all'altezza dell'anca e gli si deve anche la prima resezione delle mascelle (1818).

## Opere
- A Treatise on the Excision of Diseased Joints (1831)
- Principles of Surgery (1831)
- Diseases of the Rectum (1838)
- Contributions to the Pathology and Practice of Surgery (1848)
- Stricture of the Urethra and Fistula in Pei-ineo (1849)
- Observations in Clinical Surgery (1861)
- Excision of the Scapula (1864)